# Amguyema
Amguema (en ruso: Амгуэма) es una localidad rural del distrito autónomo de Chukotka, Rusia, ubicada sobre la carretera Iultin-Egvekinot. Su población en el año 2010 era de casi 531 habitantes.

## Economía
Las manadas de renos son la principal actividad económica de la villa o localidad, que posee más de 11 000 de estos animales.
Amguema ha sido mejorada con la inversiones del multimillonario ruso Román Abramóvich, quien ha construido un colegio para todas las edades —lo cual no es común en el área— además de numerosas casas, otra casa para hospedaje u hostal, y una sauna. También hay un supermercado, oficina postal y panadería.